# Sermyle bidens
Sermyle bidens är en insektsart som först beskrevs av Johann Jakob Kaup 1871.  Sermyle bidens ingår i släktet Sermyle och familjen Diapheromeridae. Inga underarter finns listade i Catalogue of Life.